# Никольское (Луганская область)
Никольское (укр. Микільське) — село в Меловском районе Луганской области Украины, административный центр Никольского сельского совета.

## История
Являлось поселением Старобельского уезда Харьковской губернии Российской империи.
Население по переписи 2001 года составляло 1566 человек.

## Местный совет
92510, Луганська обл., Міловський р-н, с. Микільське, пл. Героїв Великої Вітчизняної війни, 1  (укр.)